# Eunidia diversimembris
Eunidia diversimembris là một loài bọ cánh cứng trong họ Cerambycidae.